# أرتيم دوفبيك
أرتيم أوليكساندروفيتش دوفبيك (بالأوكرانية: Артем Олександрович Довбик) هو لاعب كرة قدم أوكراني ولد يوم 21 يونيو 1997. يلعب دوفبيك في مركز المهاجم مع نادي روما الإيطالي ومع منتخب أوكرانيا لكرة القدم.

## وصلات خارجية
أرتيم دوفبيك على موقع الاتحاد الأوربي (الإنجليزية)
- أرتيم دوفبيك على موقع اتحاد أوكرانيا (الإنجليزية)
- أرتيم دوفبيك على موقع قاعدة بيانات كرة القدم.إي يو (الإنجليزية)
- أرتيم دوفبيك على موقع ليكيب (الفرنسية)
- أرتيم دوفبيك على موقع ناشيونال فوتبول تيمز (الإنجليزية)
- أرتيم دوفبيك على موقع Soccerbase.com (لاعب) (الإنجليزية)
- أرتيم دوفبيك على موقع Soccerway.com (الإنجليزية)
- أرتيم دوفبيك على موقع عالم كرة القدم.نت (الإنجليزية)
- أرتيم دوفبيك على موقع AS.com (الإسبانية)